# Tazolol
Tazolol je beta blokator sa mogućom primenom u tretmanu srčanih bolesti.